# Karl Eisemann
Karl David Eisemann (* 21. März 1895 in Mannheim; † 25. August 1982 in Höchenschwand) war ein deutscher Jurist.

## Leben
Karl Eisemann, Sohn des Kaufmanns Leopold Eisemann, besuchte das Deutsche Gymnasium in Straßburg und legte dort sein Abitur ab. Danach begann er in Zürich und Straßburg das Jura-Studium.
Am Ersten Weltkrieg nahm er als Freiwilliger teil und kehrte als Leutnant, der auch vor Verdun gekämpft hatte, zurück.
Anschließend war er Freikorpskämpfer. Er vollendete sein Jurastudium in Heidelberg, da er als Deutscher aus dem jetzt französischen Straßburg ausgewiesen wurde. Danach trat er 1923 als Amtsrichter in den badischen Staatsdienst ein.
1933 wurde Eisemann von den Nationalsozialisten wegen seiner jüdischen Herkunft und seiner sozialistischen Überzeugungen aus dem Staatsdienst entlassen.
Er versuchte, 1933 als politischer Flüchtling in Straßburg anerkannt zu werden. Das aber wurde von den französischen Behörden abgelehnt mit der Begründung, dass er und insbesondere seine Mutter sich vor 1918 eindeutig zum Deutschtum bekannt hatten.
Anfang der 1940er Jahre fiel Eisemann die schmerzliche Rolle des Liquidators der israelitischen Gemeinden zu. In zahlreichen Eingaben an die Gestapo (die er mit „Karl Israel Eisemann, Jude, Kennkarte A 00707 Karlsruhe“ unterzeichnen musste) versuchte Eisemann die Deportation mancher Hilfskräfte zu verhindern, indem er auf den eintretenden Notstand hinwies. Das Schicksal der Pflegekräfte selbst spielte in diesem Kampf mit der Gestapo keine Rolle mehr.
Bis Kriegsende durfte Karl David Eisemann mit einer entsprechenden Erlaubnis immer wieder in die Schweiz reisen, um dort Geldmittel flüssig zu machen – z. B. bei reichen jüdischen Schweizern. Mit Hilfe dieses Geldes durften dann wieder einige deutsche Juden offiziell ausreisen.
Von seiner bevorstehenden Verhaftung kurz vor Ende des Krieges warnte ihn ein ehemaliger Schulfreund, der zu der Zeit Mitarbeiter der Gestapo war (dieser erschoss sich nach Kriegsende).
In einer Gartenhütte bei Karlsruhe versteckt konnte er sich in den letzten Kriegsjahren dem Zugriff der Gestapo und der drohenden Deportation entziehen.
Die französischen Offiziere hielten Karl David Eisemann anfangs für einen deutschen Spion – und er konnte diesen Irrtum nur aufklären durch den Beweis, dass er als Jude beschnitten war.
Im August 1945 wurde Eisemann zum Direktor des Amtsgerichts Karlsruhe berufen. 1960/61 war er bis zu seiner Pensionierung Vizepräsident des baden-württembergischen Verwaltungsgerichtshofs in Mannheim.
Karl David Eisemann war seit Dezember 1925 verheiratet mit Erika Eisemann, geb. Robatzek (verstorben 1980). Die Ehe war kinderlos.